# Włodzimierz Cimoszewicz
Włodzimierz Cimoszewicz (uitspraakⓘ [vwɔˈd͡ʑimʲɛʂ t͡ɕimɔˈʂɛvʲit͡ʂ]) (Warschau, 13 augustus 1950) is een Pools politicus en jurist. Hij was onder meer minister van justitie (1993-1995), premier (1996-1997), minister van buitenlandse zaken (2001-2005) en parlementsvoorzitter (2005). Ook was hij in 1990 en 2005 presidentskandidaat.

## Biografie
Cimoszewicz groeide op in Warschau en studeerde rechten aan de Universiteit van Warschau, waar hij afstudeerde in 1972 en promoveerde in 1978. In de jaren 1972-1985 was hij aan dezelfde universiteit verbonden als wetenschappelijk medewerker op de afdeling Internationaal Recht. Reeds tijdens zijn studententijd werd Cimoszewicz politiek actief in de Socialistische Jeugdunie (Związek Młodzieży Socjalistycznej, ZMS) en de Bond van Poolse Studenten (Zrzeszenie Studentów Polskich, ZSP). In 1971 werd hij lid van de Poolse Verenigde Arbeiderspartij (PZPR) en naast zijn werk aan de universiteit vervulde hij aan dit instituut ook de functie van partijsecretaris. In 1985 zegde hij zijn baan op en trok hij zich terug uit de politiek. Hij verhuisde naar het dorp Kalinówka Kościelna in Podlachië en nam daar de boerderij van zijn schoonouders over.
Hij keerde terug in de politiek in 1989, toen hij bij de gedeeltelijk vrije parlementsverkiezingen als kandidaat van de PZPR in de Sejm, het Poolse lagerhuis, werd verkozen. Ruim een jaar later nam hij namens de ex-communistische Sociaaldemocratie van de Republiek Polen (de opvolger van de inmiddels opgeheven PZPR) deel aan de presidentsverkiezingen van 25 november 1990. Hij behaalde 9,21% van de stemmen, goed voor een vierde plaats. Hoewel hij zelf geen lid was van de SdRP, was hij in de jaren 1990-1991 wel fractievoorzitter van de Alliantie van Democratisch Links (SLD), een rondom de SdRP gevormde coalitie van linkse partijen en organisaties. Pas toen de SLD in 1999 werd omgevormd tot een partij, sloot Cimoszewicz zich hierbij aan. Hij zou uiteindelijk lid blijven tot 2011.
Na de parlementsverkiezingen van 1993 was Cimoszewicz van 26 oktober 1993 tot 1 maart 1995 vicepremier en tevens minister van justitie en procureur-generaal in de linkse regering van Waldemar Pawlak. In deze functie profileerde hij zich vooral als corruptiebestrijder. Na een regeringswisseling werd hij vicevoorzitter van de Sejm. Nadat premier Józef Oleksy tot aftreden was gedwongen, kreeg Cimoszewicz van president Aleksander Kwaśniewski de opdracht om een nieuwe regering te vormen. Aldus vervulde Cimoszewicz van 7 februari 1996 tot 31 oktober 1997 de functie van premier. In deze functie speelde hij een belangrijke rol in de onderhandelingen voor de Poolse toetreding tot de Europese Unie.
De verkiezingen van 2001 brachten links na vier jaar opnieuw aan macht. Op 19 oktober van dat jaar werd Cimoszewicz minister van buitenlandse zaken in drie achtereenvolgende coalitieregeringen van de SLD, de Unie van de Arbeid (UP) en de Poolse Boerenpartij (PSL). Naast premier Leszek Miller was hij in die hoedanigheid op 16 april 2003 ondertekenaar van het Poolse toetredingsverdrag tot de Europese Unie. Op 4 januari 2005 trad hij af als minister en een dag later werd hij voorzitter (marszałek) van de Sejm, na de president en de premier de hoogste functie binnen de Poolse staat.

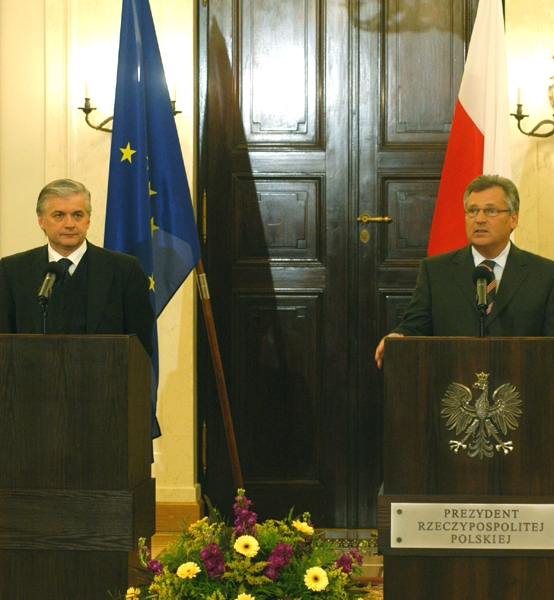
Cimoszewicz met president Aleksander Kwaśniewski in mei 2005

Op 28 juni 2005 stelde Cimoszewicz zich voor de tweede keer kandidaat voor het presidentschap. In de aanloop naar de presidentsverkiezingen, die op 9 oktober zouden plaatsvinden, was Cimoszewicz lange tijd favoriet om president Kwaśniewski op te volgen, waarbij hij zijn tegenkandidaten Lech Kaczyński en Donald Tusk ver achter zich liet in de peilingen. De als zeer integer bekendstaande Cimoszewicz gold als laatste hoop voor de inmiddels door schandalen en affaires geplaagde SLD. Hij kwam echter onder vuur te liggen naar aanleiding van een vervalste inkomensverklaring in verband met een grootschalig corruptieschandaal rondom het olieconcern PKN Orlen. Op 14 september 2005 trok een verbitterde Cimoszewicz zich terug uit de race om het presidentschap. Een maand later vertrok hij ook als parlementariër. Uiteindelijk zou blijken dat alle beschuldigingen tegen Cimoszewicz gebaseerd waren geweest op documenten die door een voormalige medewerkster waren vervalst.
Bij de parlementsverkiezingen van 2007 en 2011 werd Cimoszewicz als onafhankelijke kandidaat in de Senaat verkozen, waar hij thans voorzitter is van de Commissie voor Buitenlandse Zaken. In 2009 was Cimoszewicz kandidaat voor de functie van secretaris-generaal van de Raad van Europa, maar werd uiteindelijk verslagen door de Noorse oud-premier Thorbjørn Jagland.
Sinds 2006 is Cimoszewicz als docent verbonden aan de Universiteit van Białystok.